# جورج إس. رومني
جورج إس. رومني (بالإنجليزية: George S. Romney)‏ هو مبشر أمريكي، ولد في 12 نوفمبر 1874، وتوفي في 19 ديسمبر 1935.